# Хуняди (благороднически род)
Хуняди или Корвини (на унгарски: Hunyadi) е благородническа фамилия от влашки произход, князе на Трансилвания (1440 – 1456), банове на Хърватско (1453 – 1457; 1492 – 1504), крале на Унгария (1458 – 1492).
Пръв известен неин представител е Ваик (Вайку), знатен влашки велможа, заселил се в началото на XV век в Унгария. През 1409 г. той получава от крал Сигизмунд I Люксембургски замъка Вайдахуняд в Трансилвания, дал името на фамилията. Неговият син Янош Хуняди (ок. 1407 – 1456) е избран през 1440 г. за войвода на Трансилвания и като капитан на крепостта Белград, владение на унгарската корона, застава начело на съпротивата срещу напредването на османските турци към Централна Европа. Заедно с Владислав III Варненчик, крал на Полша и Унгария, оглавява антиосманските походи през 1443 и 1444 г. Успява да се спаси след поражението на европейските рицари при Варна (1444) и през 1446 г. е назначен за регент на новия малолетен крал на Унгария Уласло V. С цената на много усилия принуждава аристократическата партия, защитаваща настойническите права на император Фридрих III над малолетния крал, да сложи оръжие, след което насочва цялата си енергия срещу османците. През 1456 г. след драматична защита Янош спасява Белград, като принуждава обсадилите го турски войски да се оттеглят. Умира след това от раните си. Има двама синове: Ласло (1431 – 1457) и Матяш (1443 – 1490). По-големият от тях е провъзгласен през 1453 г. за бан на Хърватско от крал Уласло V. Обвинен в убийството на знатен унгарски благородник, враг на фамилията Хуняди, той е арестуван и обезглавен в Буда.
След като крал Уласло V умира, без да остави наследници, унгарската аристокрация избира за негов приемник втория син на Янош Хуняди, Матяш I, наречен Корвин (с гарванови коси) (1458 – 1490). Образован и възпитан в духа на ренесансовата култура, той покровителства изкуствата и науките, основава библиотеки и университети, построява много сгради, особено в столицата Буда. Блестящ администратор, той укрепва Унгария във военно отношение, създавайки постоянна армия. С нея принуждава Чехия да му отстъпи Силезия и Моравия, отнема от император Фридрих III Щирия и Долна Австрия, анексира Северна Босна. По негово време Унгария се превръща в една от най-могъщите европейски държави. Няма наследници от брака си с Беатрича (1457 – 1508), дъщеря на неаполитанския крал Фердинандо I. Затова оставя на престола (1490 – 1492) извънбрачния си син Янош Корвин (1473 – 1504). Срещу този избор се разбунтува унгарската аристокрация, оглавявана от кралица Беатриче. Янош е принуден да запази за себе си управлението (1492 – 1504) на Хърватско и Далмация, а за унгарски владетел под името Уласло II през 1492 г. е провъзгласен кралят на Чехия Владислав II Ягело.